# ギネスに挑戦!!まちなか1万人 西尾大茶会
ギネスに挑戦!!まちなか1万人 西尾大茶会（ギネスにちょうせん!!まちなかいちまんにん にしおだいちゃかい）は、2006年10月8日に愛知県西尾市で行われた大規模な茶会。「2006秋の西尾城址まつり」のメインイベント、および西尾市商工会議所の50周年記念事業として催された。

## 概要
西尾市街地中心部の道路上に、約1.5kmにわたって赤いカーペットが敷かれ、2人が対になって抹茶を点てて飲み干した。茶会の最多参加者数のギネス・レコードを更新することも目的であり、それまでの世界記録であった7,250人（リッチモンド大学構内でのティーパーティー）を上回る14,718人が参加し、その場でギネス記録更新の認定証が発行された。認定されたのは市名にちなんで午後2時40分（にしお）であった。特別ゲストとして加藤茶が招かれた。
当初の目標人数1万人を大幅に超過したことから、会場の拡張や抹茶茶碗の追加経費などで、3,000万円の予算（県の補助金1,000万円を含む）を超過。イベントの収支は2,067万円の赤字となった。そのうち1,011万円を西尾市が負担し、残額を西尾商工会議所が負担することが決まると、同年11月15日、市内在住の弁護士が、市の支払いを認めず実行委員会長である中村晃毅市長個人が支払うよう求める住民監査請求を提出した。しかし「市のイメージアップに大きく貢献した」ことなどを理由に請求は棄却された。
2008年2月24日、インドのインドール市で開かれた大茶会に32,681人が参加。即座にギネス記録に認定され、西尾の記録は世界第2位となった。